# Aramits
Aramits is een gemeente in het Franse departement Pyrénées-Atlantiques (regio Nouvelle-Aquitaine). De plaats maakt deel uit van het arrondissement Oloron-Sainte-Marie. Aramits telde op 1 januari 2022 658 inwoners.

## Geografie
De oppervlakte van Aramits bedroeg op 1 januari 2022 29,55 vierkante kilometer; de bevolkingsdichtheid was toen 22,3 inwoners per km².

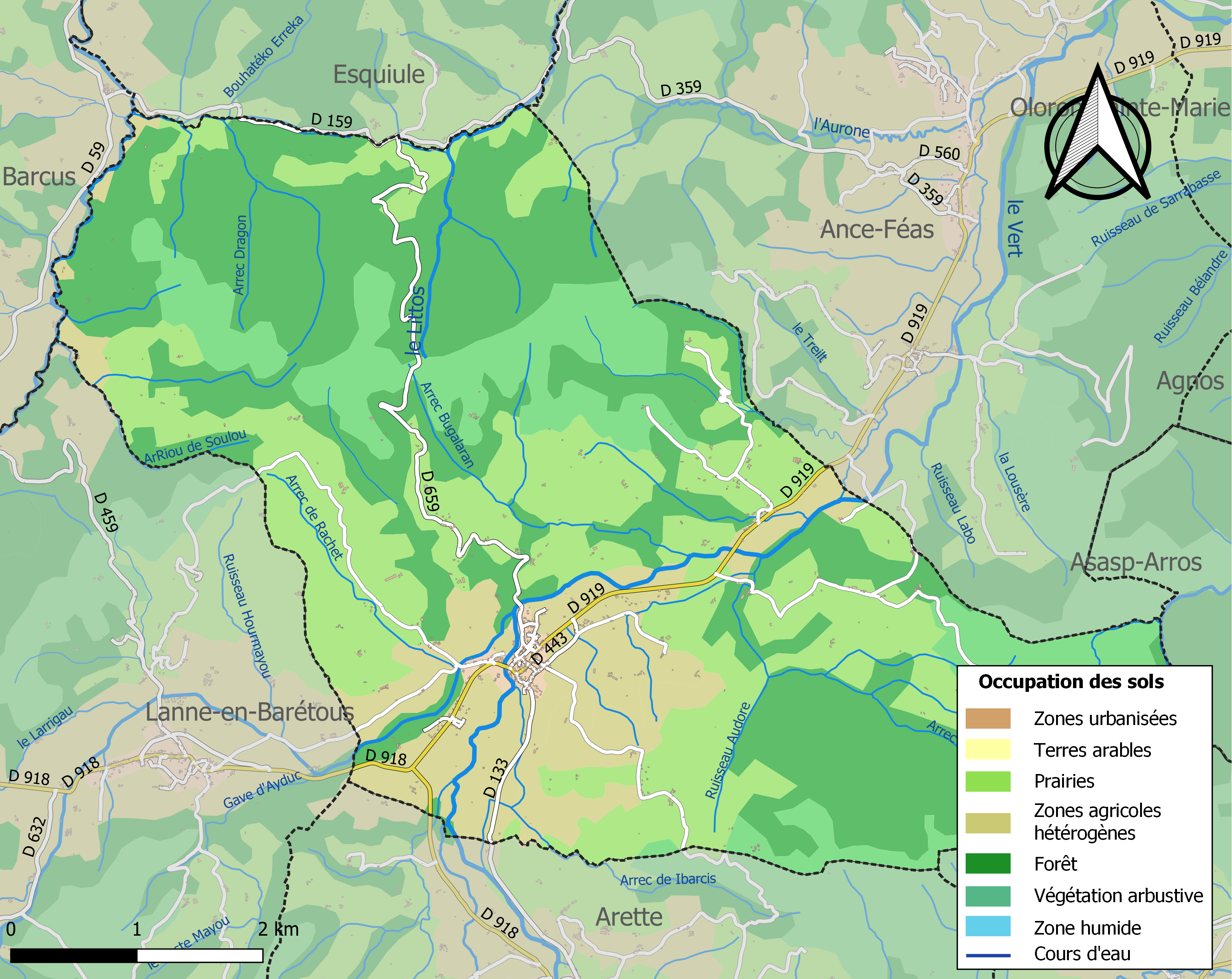
Kaart van de gemeente met belangrijkste infrastructuur, bodemgebruik en omliggende gemeenten

## Demografie
Onderstaande figuur toont het verloop van het inwonertal (bron: INSEE-tellingen).